# Primo ministro dell'Afghanistan
Il Primo ministro dell'Afghanistan (in lingua pashtu د افغانستان لومړی وزیر) era il capo del governo del Regno afgano e della Repubblica Democratica dell'Afghanistan e dal 7 settembre 2021 anche dell'Emirato Islamico dell'Afghanistan dei Talebani.

## Storia
La carica del Primo ministro in Afghanistan è stato il più delle volte oggetto delle riforme e delle abrogazioni, nonostante le numerose crisi politiche che ha attraversato il paese. La prima figura governativa venne creato nel Regno dell'Afghanistan e durò fino al 1973 con il colpo di Stato. Con la Repubblica dal 1973 al 1978 la figura del Primo ministro non era presente nell'allora Costituzione del 1973. Nel 1978 venne fondata la Repubblica Democratica, nella costituzione afgana venne ripristinata la figura con il termine di Primo ministro della Repubblica Democratica dell'Afghanistan ed esisteva il Consiglio dei Ministri dell'Afghanistan che durò fino al 1992 con l'evoluzione della forma della nazione afgana in Stato islamico dell'Afghanistan con numerosi attentati o uccisioni. Soltanto l'anno del 2001 venne definitivamente abolito la figura del Primo ministro.
Dopo la guerra venne creata una nuova figura istituzionale, il Capo esecutivo dell'Afghanistan dal settembre 2014 fino al 11 marzo 2020. Il primo ed ultimo capo esecutivo afgano è stato Abdullah Abdullah. La Costituzione afgana nuovamente riformata ha cambiato il titolo da Capo Esecutivo a Presidente dell'Alto Consiglio per la riconciliazione nazionale.

## Elenco
| Immagine                                        | Nominativo             | Carica del mandato             |
| ----------------------------------------------- | ---------------------- | ------------------------------ |
| Regno dell'Afghanistan (1926 - 1973)            |                        |                                |
|                                                 | Shir Ahmad             | 25 ottobre 1927 - gennaio 1929 |
|                                                 |                        |                                |
|                                                 | Abdul Kabir            | 16 aprile - 13 novembre 2001   |
| Abolito nel 13 novembre 2001 – 7 settembre 2021 |                        |                                |
|                                                 | Mohammad Hassan Akhund | 7 settembre 2021 - in carica   |